# Ozarchaea
Ozarchaea – rodzaj pająków z infrarzędu Araneomorphae i rodziny Malkaridae. Zalicza się do niego 16 opisanych gatunków. Zamieszkują krainę australijską, głównie Australię.

## Morfologia
Pająki o ciele długości od 1,4 do 2,5 mm, różnorodnie ubarwionym. Kształt karapaksu jest zaokrąglony w widoku grzbietowym i rombowaty w widoku bocznym. Jego części głowowa i tułowiowa są dobrze wyodrębnione. Ośmioro oczu rozmieszczonych jest w dwóch rzędach. Oczy bocznych par są perłowobiałe i stykają się. Oczy pary tylno-środkowej są perłowobiałe, szeroko rozstawione i znacznie oddalone od ciemnych oczu pary przednio-środkowej. Szczękoczułki mają na przedniej krawędzi trzy grupy tęgich zębów. W grupie PTA jest ich pięć lub sześć i stykają się one z pazurem jadowym. W grupie PTB zębów jest od jednego do trzech, a w grupie PTC trzy. Samce niektórych gatunków mają na szczękoczułkach listewki służące strydulacji. Warga dolna jest szersza niż długa, trójkątna w zarysie. Niewiele dłuższe niż szerokie sternum ma stępiony wierzchołek. Odnóża pierwszej pary mają na tylno-bocznej powierzchni uda zakrzywiony rządek ząbków. Kolejność odnóży od pary najdłuższej do najkrótszej to: IV, I, II, III.
Opistosoma (odwłok) w widoku od góry jest podługowato-owalna. U samców w większości przypadków na grzbietowej powierzchni okrągłe do owalnego skutum, które zlane może być z przednim sklerytem. W rejonie postepigastrycznym obecne są skleryty, duże u samców, a małe u samic. Występują trzy pary dobrze wykształconych kądziołków przędnych. Tylna para przetchlinek leży tuż przed stożeczkiem, u samca otoczona jest sklerytem kądziołków, a u samicy osobnym sklerytem.
Nogogłaszczki samca cechują się łyżkowatym cymbium oraz dużym bulbusem z kolczastym embolusem wyrastającym u jego nasady i zakrzywiającym się wokół jego przedniej krawędzi. Paracymbium ma wyrostek wewnętrzny zakręcony i zwrócony dystalnie, a brzuszny wyrostek zewnętrzny zaopatrzony w równoległe rzędy listewek. Ponad bulbusem leży zesklerotyzowana, urzeźbiona płytka dystalna z dużą flanką i wykształconą w konduktor odsiebną apofizą. Samica ma płytkę płciową zaopatrzoną w parę grubościennych zbiorników nasiennych, od których to po jednym przewodzie zapładniającym wiedzie do jamy torebki kopulacyjnej.

## Rozprzestrzenienie
Zwierzęta te są endemitami krainy australijskiej. O. forsteri występuje endemicznie na Nowej Zelandii, zaś pozostałe gatunki w Australii. Spośród nich dwa gatunki są endemitami Tasmanii, natomiast pozostałe żyją na kontynencie. Podawane były z Queensland, Nowej Południowej Walii i Australii Zachodniej.

## Taksonomia
Rodzaj ten wprowadzony został w 2006 roku przez Michaela Rixa, który jego gatunkiem typowym ustanowił Pararchaea ornata. Rodzaj zaliczony został wówczas do Pararchaeidae. W 2017 roku Dimitar Dimitrow i współpracownicy na podstawie wyników analizy filogenetycznej przenieśli go do rodziny Malkaridae.
Do rodzaju tego zalicza się 16 opisanych gatunków:
- Ozarchaea bodalla Rix, 2006
- Ozarchaea bondi Rix, 2006
- Ozarchaea daviesae Rix, 2006
- Ozarchaea forsteri Rix, 2006
- Ozarchaea harveyi Rix, 2006
- Ozarchaea janineae Rix, 2006
- Ozarchaea ornata (Hickman, 1969)
- Ozarchaea platnicki Rix, 2006
- Ozarchaea saxicola (Hickman, 1969)
- Ozarchaea spurgeon Rix, 2006
- Ozarchaea stradbroke Rix, 2006
- Ozarchaea valida Rix, 2006
- Ozarchaea waldockae Rix, 2006
- Ozarchaea werrikimbe Rix, 2006
- Ozarchaea westraliensis Rix, 2006
- Ozarchaea wiangarie Rix, 2006